# Malgassophlebia westfalli
Malgassophlebia westfalli là loài chuồn chuồn trong họ Libellulidae. Loài này được Legrand mô tả khoa học đầu tiên năm 1986.